# 監察院國家人權委員會
監察院國家人權委員會為中華民國監察院所屬機關之一，依《監察院組織法》、《監察院國家人權委員會組織法》設置，職掌侵害人權或歧視事件之調查、針對國家人權政策之研究檢討與建議等事項。

## 沿革
中華民國109年8月1日，時任中華民國總統蔡英文、監察院院長陳菊、總統府資政張博雅出席國家人權委員會揭牌典禮，宣告監察院的國家人權委員會正式開始運作。

## 組織
監察院國家人權委員會置委員10人，其中8人為當然委員，由監察院院長及符合監察院組織法第3條之1第1項第7款資格之監察委員（即具人權背景者）出任，其餘2人則由院長於當然委員外之監察委員遴派；主任委員依法由監察院院長兼任，副主任委員則由委員互推。

### 任期
當然委員之任期與監察委員相同，其餘委員之任期則為一年且不得連任。

### 現任委員
- 陳菊（主任委員暨當然委員）
- 王幼玲（副主任委員、當然委員）
- 高涌誠（當然委員）
- 王榮璋（當然委員）
- 田秋堇（當然委員）
- 紀惠容（當然委員）
- 葉大華（當然委員）
- 鴻義章（當然委員）
- 林文程（遴派委員 2024.08.01–2025.07.31）
- 葉宜津（遴派委員 2024.08.01–2025.07.31）

### 人權諮詢顧問
依《監察院國家人權委員會組織法》第8條第4項，得聘人權諮詢顧問若干人，又依《監察院國家人權委員會人權諮詢顧問遴聘辦法》，前揭顧問聘期2年，並得應國家人權委員會邀請參與該會人權促進與保障業務或列席該會會議。
現有顧問如下：
- 杜文苓（國立政治大學創新國際學院院長暨公共行政學系教授）
- 孫迺翊（國立台灣大學法律學院教授）
- 陳宜倩（世新大學性別研究所教授）
- 陳俊宏（東吳大學政治系教授）
- 黃嵩立（國立陽明交通大學公共衛生研究所教授、人權公約施行監督聯盟召集人）
- 黃默（東吳大學文理講座教授）
- 廖福特（中央研究院法律學研究所研究員）
- 劉淑瓊（國立臺灣大學社會工作學系副教授、台灣醫療改革基金會董事長）
- 鄧衍森（東吳大學法律系兼任教授）
- 蕭新煌（台灣亞洲交流基金會董事長，總統府資政）
- 藍佩嘉（國立臺灣大學社會學系特聘教授暨亞洲比較社會研究中心主任）
- 何榮幸（財團法人報導者文化基金會執行長、臺大社會系兼任副教授）
- 劉進興（曾任總統府國策顧問、立法委員）
- 洪偉勝（執業律師、國立台北大學公共行政暨政策學系兼任助理教授）
- 魏千峯（執業律師、東吳大學法律系兼任副教授）
- 傲予莫那 Awi Mona（國立東華大學人文社會科學學院法律學系教授兼主任）
- 陳凰鳳（國立政治大學外文中心講師、台灣越裔總會總會長）

### 內部單位
- 研究企劃組
- 訪查作業組
- 教育交流組

## 外部連結
- 監察院國家人權委員會 （页面存档备份，存于）
- YouTube上的國家人權委員會頻道